# Fokker C.IV
El Fokker C.IV fue un avión biplaza de reconocimiento diseñado y construido por Fokker en los años veinte del siglo XX. En España fue construido bajo licencia por Talleres Loring.

## Diseño y desarrollo
El C.IV se desarrolló a partir del previo Fokker C.I, pero era un avión mayor y más robusto. El C.IV fue diseñado como biplano de reconocimiento con un tren de aterrizaje convencional con rueda trasera de cola y originalmente estaba propulsado por un motor de pistones Napier Lion. Disponía de un fuselaje más ancho y también de mayor anchura del tren de aterrizaje que el C.I.

## Historia operacional
El Cuerpo Aéreo del Ejército Holandés recibió 30 ejemplares del C.IV, y otros 10 el Ejército de las Indias Orientales Neerlandesas. También se exportó: la URSS compró 55 aparatos y el Servicio Aéreo del Ejército de Estados Unidos adquirió 8. En España, Talleres Loring construyó 20 unidades bajo licencia para la Aeronáutica Militar. Tras su servicio como aparatos de reconocimiento, los aviones fueron operados como entrenadores hasta los años 1930.
El último ejemplar de C.IV en estado de vuelo es un C.IVa con motor Rolls-Royce Eagle VIII, preservado en el Owls Head Transportation Museum en Owls Head, Maine. Se usó en un intento de vuelo transpacífico a finales de los años 20 o a principios de los 30. Los pilotos Bob Wark y Eddie Brown desmontaron los asientos del compartimento de pasajeros e instalaron un gran depósito de combustible. También instalaron una pequeña cabina justo delante del estabilizador vertical con una bomba de combustible manual en el interior. En vuelo, el tripulante allí sentado transferiría combustible al depósito principal del ala, desde donde alimentaría al motor por gravedad. En este intento transpacífico no pensaban cruzar directamente el Pacífico, sino subir por la costa oeste de América del Norte hasta Alaska y bajar por la cadena de las Islas Aleutianas, pasando de la costa china hasta Tokio. Despegaron desde Tacoma, Washington, y encararon hacia el norte, pero solo habían recorrido alrededor de cien millas de camino a Vancouver, Columbia Británica, cuando los gases del motor provocaron que aterrizasen en un campo. Tuvieron que drenar la mayor parte del combustible para disminuir el peso, para poder despegar del campo. Cuando estuvieron de nuevo en vuelo, se encaminaron hacia el cercano Ladner Field, Vancouver, Columbia Británica, para rellenar los depósitos, pero se estrellaron en el aterrizaje y decidieron abandonar. Cargaron el C.IV en un camión plataforma Ford AA y regresaron al Estado de Washington. Acabó en Ephrata, Washington, donde quedó al aire libre y resultó muy dañado por un fuego forestal. Estuvo así hasta 1970, cuando uno de los administradores del museo lo encontró y restauró, donándolo a continuación. Vuela hasta el día de hoy.

## Variantes

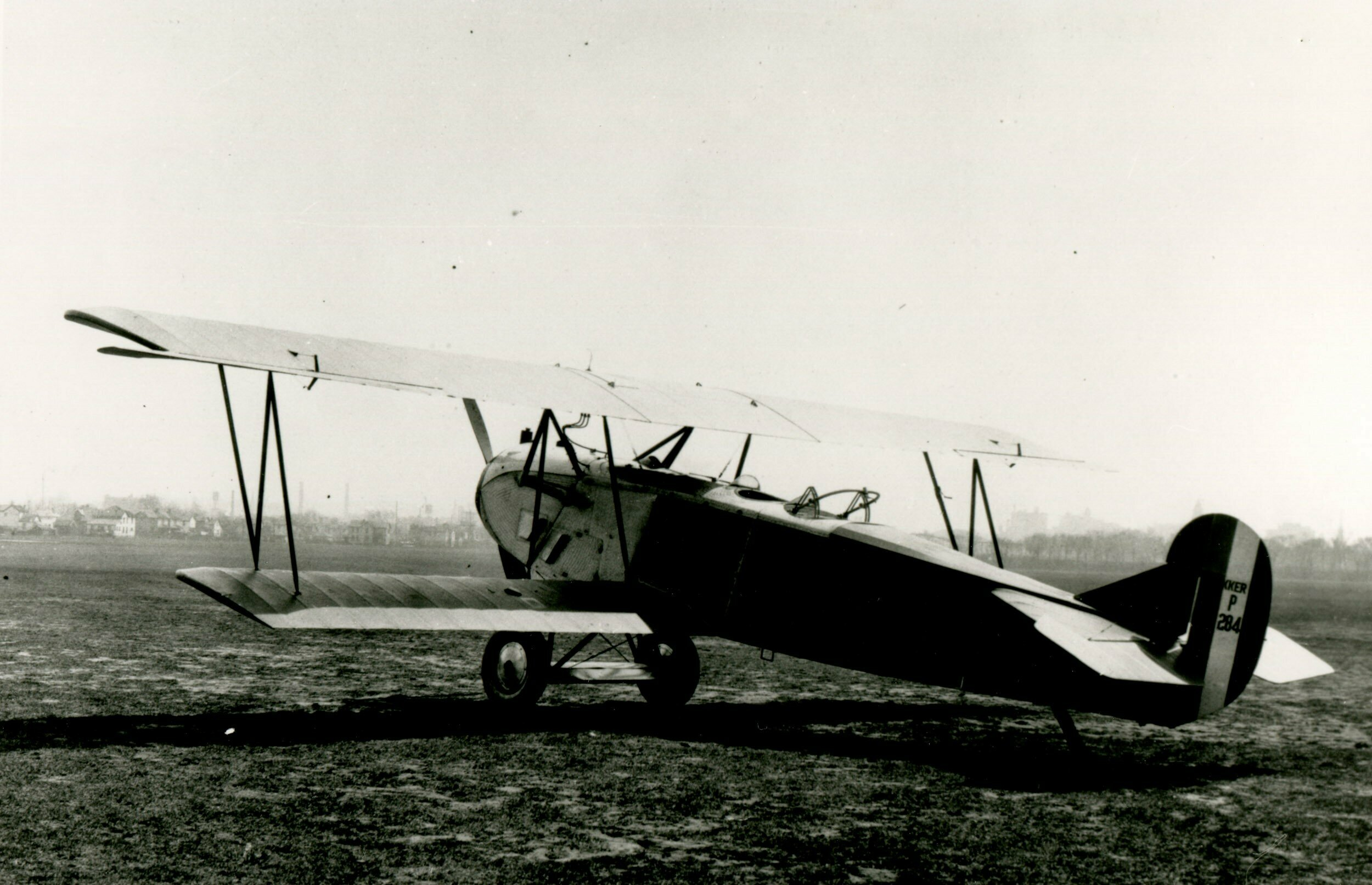
Avión de reconocimiento Fokker CO-4.

C.IV
Versión de producción con motor Napier Lion de 336 kW (450 hp).
C.IVA
Versión con envergadura reducida (12,5 m) y peso al despegue reducido. Construido para el Ejército de las Indias Orientales Neerlandesas. Propulsado por un motor V-12 Rolls-Royce Eagle VIII.
C.IVB
Igual al C.IV, pero con motor Rolls-Royce Eagle o Liberty L-12.
C.IVC
Versión de reconocimiento de largo alcance con envergadura extendida (14,27 m).
C.IV-W
Envergadura extendida como la del C.IVC y equipado con flotadores y motor Napier Lion.
C.IVH
Versión especial para vuelo entre Ámsterdam y Tokio en 1924.
XCO-4
Designación del Ejército de los Estados Unidos dada a tres aviones en evaluación.
CO-4A
Designación del Ejército de los Estados Unidos dada a cinco aviones de producción propulsados por motor Liberty L-12A de 313 kW (420 hp) y fuselaje extendido en 24 cm.
AO-1
Designación del Ejército de los Estados Unidos dada a una versión de observación artillera del XCO-4.

## Operadores
España
- Aeronáutica Militar

 Estados Unidos
- Servicio Aéreo del Ejército de los Estados Unidos

 Países Bajos
- Aviación del Ejército Holandés

 Unión Soviética
- Fuerza Aérea Soviética

## Características
Referencia datos: The Illustrated Encyclopedia of Aircraft (Part Work 1982-1985), 1985, Orbis Publishing, Page 1858

### Características generales
- Tripulación: Dos
- Longitud: 9,2 m (30,2 ft)
- Envergadura: 12,9 m (42,3 ft)
- Altura: 3,4 m (11,2 ft)
- Superficie alar: 39,2 m² (422 ft²)
- Peso vacío: 1450 kg (3195,8 lb)
- Peso cargado: 2270 kg (5003,1 lb)
- Planta motriz: 1× motor lineal W12 refrigerado por agua Napier Lion.
  - Potencia: 336 kW (463 HP; 457 CV)

### Rendimiento
- Velocidad nunca excedida (Vne): 214 km/h (133 MPH; 116 kt)
- Alcance: 1200 km (648 nmi; 746 mi)
- Techo de vuelo: 5500 m (18 045 ft)

### Armamento
- Ametralladoras: 

  - 1 o 2 de 7,7 mm

## Aeronaves relacionadas

### Secuencias de designación
- Secuencia AO-_ (Observación de Artillería del USAAS, 1919-1924): AO-1
- Secuencia CO-_ (Observación de Cuerpo del USAAS, 1919-1924): CO-1 - CO-2 - CO-3 - CO-4 - CO-5 - CO-6 - CO-7 →